# Erythrolamprus pygmaeus
Espèce
Synonymes
- Liophis pygmaeus Cope, 1868
- Umbrivaga pygmaea (Cope, 1868)
- Erythrolamprus pygmaea (Cope, 1868)
- Liophis leucogaster Jan, 1863
- Erythrolamprus leucogaster (Jan, 1863)

Erythrolamprus pygmaeus  est une espèce de serpents de la famille des Dipsadidae.

## Répartition
Cette espèce se rencontre :
- dans le sud de la Colombie ;
- dans l'est de l'Équateur ;
- dans le nord du Pérou ;
- au Brésil en Amazonas.

## Publication originale
- Cope, 1868 : An examination of the Reptilia and Batrachia obtained by the Orton Expedition to Equador and the Upper Amazon, with notes on other species. Proceedings of the Academy of Natural Sciences of Philadelphia, vol. 20, p. 96-140 (texte intégral).